# Amtsgericht Wasungen
Das Amtsgericht Wasungen war ein deutsches Amtsgericht mit Sitz in Wasungen.

## Geschichte
Nach der Märzrevolution wurden im Herzogtum Sachsen-Meiningen die Patrimonialgerichte abgeschafft und die Gerichte zum 1. Dezember 1850 als Kreisgerichte zusammengefasst. Bei den Kreisgerichten wurden Gerichtsdeputationen an den bisherigen Gerichtsstandorten eingerichtet. In Wasungen entstand so die Gerichtsdeputation Wasungen des Kreisgerichts Sonneberg.
Nach der Einführung der Reichsjustizgesetze 1879 entstand die Gerichtsstruktur, die bis zum Ende des Staates Bestand haben sollte. In Sachsen-Meiningen wurde dies mit dem Gesetz vom 16. Dezember 1878, betreffend Ausführungsbestimmungen zum deutschen Gerichtsverfassungsgesetz und der Verordnung vom 28. April 1879, betreffend die Sitze und Bezirke der künftigen Amtsgerichte umgesetzt. In Wasungen entstand das Amtsgericht Wasungen. Zuständiges Landgericht war das gemeinsame Landgericht Meiningen.
Nachdem im Jahr 1920 die thüringischen Staaten im Land Thüringen aufgegangen waren, wurde der Gerichtssprengel mit dem Thüringer Gerichtsstandortgesetz angepasst. Das Amtsgericht Wasungen umfasste nun Bonndorf, Eckardts, Friedelshausen, Georgenzell, Hümpfershausen, Mehmels, Metzels, Möckers, Niederschmalkalden, Oberkatz, Oepfershausen, Rosa, Roßdorf (Thüringen), Roßhof (Gut, Gemarkung), Schwallungen, Schwarzbach, Sinnershausen (Gemarkung), Unterkatz (Unterkatz, Gemarkung Dörrensolz), Wahns, Wasungen (Wasungen, Maienluft, Dom.-Gut), Zillbach sowie verschiedene gemeindefreie Gebiete.
Mit der Ausführungsverordnung über die Sitze und Bezirke der Amtsgerichte im Lande Thüringen vom 16. September 1949 (Reg.Bl. I S. 55) geschah. wurden die Gerichte in Thüringen neu geordnet und das Amtsgericht Wasungen aufgehoben. Dessen Sprengel wurde dem Amtsgericht Meiningen zugeteilt.